# Ceralocyna margareteae
Ceralocyna margareteae är en skalbaggsart som beskrevs av Martins och Maria Helena M. Galileo 1994. Ceralocyna margareteae ingår i släktet Ceralocyna och familjen långhorningar. Inga underarter finns listade.